# 박봉진 (1884년)
박봉진(朴鳳鎭, 일본식 이름: 木山鳳鎭기야마 호친, 1884년 11월 ~ ?)은 일제강점기의 기업인이며, 조선총독부 중추원 참의도 지냈다.

## 생애
경기도 개성 출신으로 이 지역의 유명한 부호였다. 개성의 특산물인 인삼 재배로 큰 부를 축적했다.
인삼경작업에 종사하면서 전기회사와 합자회사 영신사 등에서 전무취체역을 지냈다. 개성부회 의원을 역임하고 송도금융조합장, 풍덕수리조합 부장, 개성여자보통학교 학무위원 등 지역 유지들의 맡는 명예직을 맡기도 했다. 일제 강점기 말기에는 중추원 참의로 발탁되었다.
중일 전쟁 발발 무렵인 1937년 6월에 애국경기호헌납기성회라는 단체가 창립되어 군용기 4대를 애국경기호라는 이름으로 헌납하기로 했을 때, 이 단체의 집행위원으로 참여했다. 집행위원은 총 33명이었으며 이 가운데 조선인은 12명으로, 박흥식 등 유력한 경제인들을 중심으로 구성되었다.
2002년 발표된 친일파 708인 명단의 중추원 부문과 2008년 공개된 민족문제연구소의 친일인명사전 수록예정자 명단의 중추원 부문에 모두 포함되었다. 2009년 친일반민족행위진상규명위원회가 발표한 친일반민족행위 705인 명단에도 포함되었다.

## 같이 보기
- 조선총독부 중추원

## 참고자료
- 박봉진(朴鳳鎭) - 국사편찬위원회